# Maria Schwarz (Architektin)

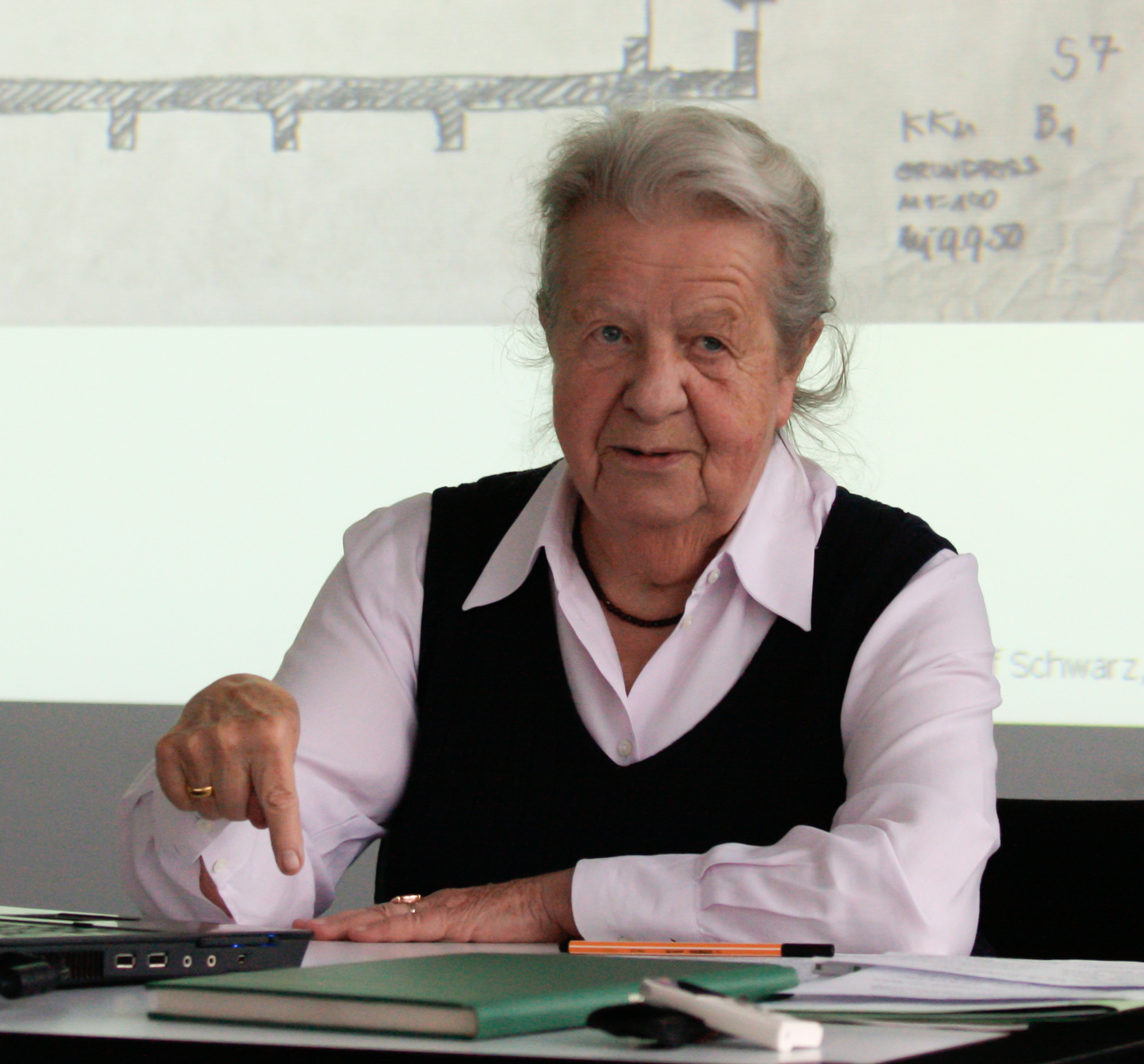
Maria Schwarz im Juni 2011

Maria Schwarz (geborene Lang; * 3. Oktober 1921 in Aachen; † 15. Februar 2018 in Köln) war eine deutsche Architektin und Hochschullehrerin.

## Leben
Maria Lang wuchs als zweites von drei Kindern von Elisabeth und Josef Lang in Aachen auf. Ihr Vater war im Spenglerunternehmen der Familie tätig, hatte jedoch ursprünglich Architektur studiert und weckte bei seinen Kindern das Interesse an diesem Beruf.
Sie studierte ab 1941 Architektur bei Otto Gruber, René von Schöfer und Hans Schwippert an der Technischen Hochschule Aachen. Nach ihrem Abschluss als Diplom-Ingenieurin 1946 war sie zunächst als Mitarbeiterin von Schwippert und von Schöfer an den Wiederaufbauplanungen von Aachen und Jülich beteiligt.
1949 wechselte sie als Architektin zur Wiederaufbaugesellschaft nach Köln, wo sie unter der Leitung von Rudolf Schwarz mit Kollegen wie Fritz Schaller und Gottfried Böhm an der Umsetzung des Generalplans für den Wiederaufbau der zerstörten Stadt arbeitete. Zwei Jahre später heiratete sie Rudolf Schwarz. Seitdem war Maria Schwarz an vielen Projekten der Ateliergemeinschaft, oft gemeinsam mit Karl Wimmenauer, beteiligt. Nachweisbar ist bis zum Tod von Rudolf Schwarz 1961 ihre Mitwirkung an zehn Kirchenbauten.
Nach dem Tod ihres Ehemannes übernahm Maria Schwarz 1961 die Leitung der Büros in Köln und Frankfurt und widmete sich bis 1967 vor allem der Fertigstellung seiner geplanten und unvollendeten Bauwerke. Dazu gehörte die Pfarrkirche Keferfeld in Linz (OÖ), St. Pius in Obertshausen, St. Ludger in Wuppertal-Vohwinkel, St. Bonifatius in Aachen oder St. Raphael in Berlin. In den Folgejahren realisierte sie mit ihren Mitarbeitern unter anderem Kirchturm- und Altarentwürfe. Letztere wurden insbesondere erforderlich aufgrund der vom Zweiten Vatikanischen Konzil beschlossenen Liturgiereform und der dadurch ausgelösten baulichen Veränderungen in Kirchenräumen.
Ein langjähriger Schwerpunkt ihrer Tätigkeit war die Verwaltung des Nachlasses von Rudolf Schwarz. Nach dem Tod des Architekten begann sie mit der Suche nach einem Archiv, das einerseits hinreichend finanzielle Ressourcen zur wissenschaftlichen Aufarbeitung der Hinterlassenschaft bereitstellen konnte, ihr selbst andererseits die aktive Mitarbeit daran ermöglichen würde. Die Auswahl fiel schließlich 1988 auf das Historische Archiv des Erzbistums Köln, das für die Erschließung des Nachlasses eigens eine Planstelle einrichtete.
Seit 1992 arbeitete Schwarz in Bürogemeinschaft mit zwei weiteren selbständigen Architektinnen. Schwerpunkte ihrer Arbeit lagen seither auf Umgestaltungs- und Renovierungsarbeiten von Kirchen sowie dem Entwurf etlicher Orgelprospekte.
1995 wurde Schwarz durch Professor Friedrich Kurrent zur Diplomarbeit „Kathedrale unserer Zeit“ an den Lehrstuhl für Entwerfen, Raumgestaltung und Sakralbau der Technischen Universität München gerufen und übernahm von 1996 bis 2008 als seine Nachfolgerin das Fach Sakralbau als Lehrbeauftragte der Technischen Universität München.
Maria Schwarz war viele Jahre Mitglied des damaligen ehrenamtlichen Vorstandes des Sozialdienstes Katholischer Männer e. V. (SKM) in Köln und die erste Frau, die ein solches Amt dort übernommen hatte. Sie hat den SKM in allen Bauangelegenheiten beraten.
Maria Schwarz starb im Alter von 96 Jahren und wurde am 27. Februar 2018 auf dem Friedhof Köln-Müngersdorf (Flur 12 Nr. 6/7) beigesetzt. Im Juni des Jahres wurden sie und ihr Ehemann Rudolf Schwarz posthum zu verdienstvollen Bürgern der Stadt Köln ernannt. Die gemeinsame Grabstätte wird als Ehrengrab erhalten.

## Bauten (Auswahl)
- 1946–1954: Wettbewerb und Wiederaufbau der Pfarrkirche St. Mechtern in Köln-Ehrenfeld (Mitarbeit)
- 1949–1955: Festhaus Gürzenich und St. Alban in Köln (Mitarbeit)
- 1950–1952: Pfarrkirche St. Marien in Köln-Kalk (Mitarbeit)
- 1950–1953: Innenausbau der Liebfrauenkirche in Trier (Mitarbeit)
- 1952–1954: Pfarrkirche St. Albertus Magnus in Andernach (Mitarbeit)
- 1951–1956: Pfarrkirche St. Anna mit Gemeindezentrum in Düren (Mitarbeit)
- 1952–1956: Pfarrkirche St. Michael mit Pfarrhaus in Frankfurt am Main (Mitarbeit), seit 2007 Fachzentrum Trauerseelsorge des Bistums Limburgs
- 1952–1954: Pfarrkirche St. Maria-Königin mit Gemeindezentrum in Frechen (Mitarbeit)
- 1957–1959: Gemeindezentrum Maria Königin in Saarbrücken (Mitarbeit)
- 1952–1953: Innenraum der Hohen Domkirche in Münster (Mitarbeit)
- 1954–1957: Pfarrkirche St. Franziskus in Essen-Bedingrade (Partnerin)
- 1954–1956: Einfamilienhaus Schwarz mit Büro in Köln-Müngersdorf (Partnerin)
- 1954–1965: Pfarrkirche St. Christophorus mit Gemeindezentrum (Fertigstellung)
- 1956–1963: Pfarrkirche Keferfeld mit Gemeindezentrum in Linz-Keferfeld (Partnerin, Fertigstellung)
- 1956–1963: Pfarrkirche St. Florian in Wien-Margareten (Fertigstellung)
- 1956–1966: Pfarrkirche Christ König in Weinbach-Gräveneck (Partnerin, Fertigstellung)
- 1957–1963: Pfarrkirche St. Pius X. mit Gemeindezentrum in Wuppertal-Barmen (Fertigstellung)
- 1958–1962: Pfarrkirche St. Pius mit Gemeindezentrum in Hausen (Obertshausen) (Durchführung)
- 1959–1964: Pfarrkirche St. Bonifatius mit Gemeindezentrum in Aachen-Forst (Partnerin, Durchführung)
- 1959–1965: Pfarrkirche St. Raphael in Berlin-Gatow (Durchführung) (2005 abgerissen)
- 1959–1964: Pfarrkirche St. Bonifatius mit Gemeindezentrum in Wetzlar (Durchführung)
- 1959–1965: Pfarrkirche St. Ludger in Wuppertal-Vohwinkel (Durchführung)
- 1960–1967: Pfarrkirche Heilig Kreuz in Soest (Durchführung)
- Umbau der Pfarrkirche St. Fidelis in Stuttgart
- 1970er Jahre: Neugestaltung und Renovierung des Chorraums der Pfarrkirche St. Mechtern in Köln-Ehrenfeld
- 1986–1988: Umgestaltung der Frankfurter Paulskirche (künstlerische Leitung)

## Auszeichnungen
- 2000: Ehrenplakette des Architekten- und Ingenieur-Vereins Köln[9]
- 2008: Ehrenmitgliedschaft des Architekturforums Rheinland[10]

## Schriften
Herausgeberschaft
- (mit Rudolf Schwarz, Josef Rüenauver, Albert Gerhards): Kirchenbau. Welt vor der Schwelle.
- Rudolf Schwarz: Wegweisung der Technik und andere Schriften zum Neuen Bauen 1926–1961, hrsgg. von Maria Schwarz und Ulrich Conrads (= Bauwelt Fundamente, 51.) Braunschweig / Wiesbaden 1979.
- Rudolf Schwarz. hrsgg. von Manfred Sundermann, Claudia Lang, Maria Schwarz (= Architektur und Denkmalpflege, Band 17.) Bonn 1981.